# Fila (città)
Fila  era un'antica città della Macedonia nella regione della Pieria.
La città si trovava lungo la costa dell'Egeo fra Herakleion e la foce del fiume Peneo, poco e nord della Valle di Tempe (forse vicino alla moderna Platamon). Fu costruita dal re Antigono II Gonata, che le diede il nome di sua madre Fila figlia di Antipatro.
Fila fu occupata dai romani durante la terza guerra macedone.